# Деалу (Арђеш)
Деалу (рум. Dealu) насеље је у Румунији у округу Арђеш у општини Хартиешти. Oпштина се налази на надморској висини од 507 m.

## Становништво
Према подацима из 2002. године у насељу је живело 376 становника, од којих су сви румунске националности.